# Uliyazhathura
Uliyazhathura és una ciutat censal situada al districte de Thiruvananthapuram, a l'estat de Kerala (Índia). La seva població és de 28.230 habitants (2011). Es troba a 2 km de Thiruvananthapuram i a 67 km de Kol·lam.
Segons el cens de 2011 la població d'Uliyazhathura era de 28.230 habitants, dels quals 13.809 eren homes i el 14.421 eren dones. Uliyazhathura té una taxa mitjana d'alfabetització del 94,91%, superior a la mitjana estatal del 94%. L'alfabetització masculina és del 96,91% i la femenina, del 93,03%.